# Erbfall
Der Erbfall tritt mit dem Tod einer natürlichen Person, des Erblassers, ein. Mit dem Erbfall geht nach § 1922 Abs. 1 BGB das gesamte Vermögen des Erblasser auf den oder die Erben über.
Der Nacherbfall hingegen tritt nicht mit dem Tod des Erblassers, sondern gemäß § 2106 BGB typischerweise mit dem Tod des Vorerben ein.

## Problematik Todeszeitpunkt
Im Erbrecht kann es erforderlich sein, den genauen Todeszeitpunkt des Verstorbenen zu bestimmen, wenn in geringem zeitlichen Abstand weitere Personen verstorben sind, die gegenüber dem Erblasser (oder umgekehrt er diesen gegenüber) erbberechtigt sind. Dies kann etwa der Fall sein, wenn ein Ehepaar gemeinsam verunglückt. Wenn nicht mehr zweifelsfrei festgestellt werden kann, welche Person von beiden früher gestorben ist, greifen gesetzliche Vermutungen, so genannte Kommorientenvermutungen (von lat. commorior = zugleich sterben). Wenn zwei Personen gleichzeitig versterben, beerbt keiner den jeweils anderen.

## Problematik: Internationales Recht
Wenn die verstorbenen Ehepartner verschiedene Staatsangehörigkeiten hatten, so können, da im internationalen Erb- und Verschollenheitsrecht das jeweilige Personalstatut maßgeblich ist, die beiden in Betracht kommenden Kommorientenvermutungen der verschiedenen Herkunftsländer divergieren. Das Problem, dass die verschiedenen nationalen Rechte zu unterschiedlichen Erbfolgen und Quoten kommen können, kann dadurch gelöst werden, dass in diesen Fällen das Recht (und damit die gesetzliche Vermutung) des Staates angewendet wird, welches die familienrechtlichen Beziehungen der Verstorbenen regelt (vgl. Art. 14 EGBGB) oder die sich nach Maßgabe der nach den Heimatrechten ermittelten unterschiedlichen Quoten angeglichen werden. 

## Deutschland
Nach deutschem Recht ist für den Tod einer Person nach dem heutigen Stand der Medizin (trotz einiger Kritik) der Gesamthirntod maßgeblich, also der Zeitpunkt, in dem keine Hirnströme mehr feststellbar sind (vgl. § 3 TPG, auch OLG Frankfurt/Main NJW 1997, 3100). Zum Zeitpunkt des Todes geht der Nachlass als Ganzes auf einen oder mehrere (Erben) über, § 1922 Abs. 1 BGB.
Bei Verschollenheit eines Menschen begründet die Todeserklärung die (widerlegbare) Vermutung, dass der Verschollene zu dem im Beschluss festgestellten Zeitpunkt gestorben ist (§ 9 Abs. 1 des Verschollenheitsgesetzes). Überlebt eine Person, die für tot erklärt worden ist oder deren Todeszeit nach dem Verschollenheitsgesetz festgestellt ist, den festgestellten Zeitpunkt, so kann diese Person die Herausgabe ihres Vermögens von dem vermeintlichen Erben verlangen (§ 2031 Abs. 1 BGB).
Beispiele
- Ein 30-Jähriger aus Hessen erklärt, als Schafzüchter nach Neuseeland zu gehen und seine Kontakte mit Deutschland abzubrechen. Hört man von ihm zum Beispiel elf Jahre nichts mehr, ist er deswegen nicht verschollen, da nach den Umständen keine ernstlichen Zweifel an seinem Fortleben bestehen.
- Ein 63-Jähriger Steve Fossett erklärt, etwa 130 km südöstlich von Reno im US-Bundesstaat Nevada mit einem Leichtflugzeug einen Rundflug zu starten. Nachdem er nicht mehr zurückkehrt und alle Suchaktionen erfolglos bleiben, ist er verschollen, da nach den Umständen ernstliche Zweifel an seinem Fortleben bestehen.

Ist nicht festzustellen, welche von zwei Personen eher gestorben ist, so regelt § 11 des Verschollenheitsgesetzes, dass beide Personen zugleich gestorben sind. In erbrechtlicher Hinsicht bewirkt diese gesetzliche Vermutung, dass keine der verstorbenen Personen die andere beerbt, sondern deshalb von der Erbfolge ausgeschlossen wird, weil § 1923 Abs. 1 BGB für die Erbberechtigung voraussetzt, dass der Erbe den Erblasser überlebt.

## Großbritannien
Im britischen Common Law gilt für den Fall, dass nicht festzustellen ist, welche von zwei Personen eher gestorben ist, die Vermutung, dass der jüngere der beiden Verstorbenen später als der andere gestorben ist.